# Paraphauloppia globata
Paraphauloppia globata är en kvalsterart som beskrevs av Lee och Birchby 1991. Paraphauloppia globata ingår i släktet Paraphauloppia och familjen Oribatulidae. Inga underarter finns listade i Catalogue of Life.